# 강천일
강천일(1987년 ~)은 대한민국의 뮤지컬 배우다.
인천광역시 출신이며 부평 중고등학교 씨름부 특기생이었다.
경희대에서 현대무용을 전공했으며 현재 필라테스 강사 겸 뮤지컬 배우, 안무가 등으로 활동하고 있다.

## 방송
- 핑크 라이 (2022)
- 피지컬: 100 (2023) - Top100
- 미스터트롯3 (2024) - Top101

## 공연
- 와일드 와일드 판타스틱 나이트메어 (2021-2022)
- 비트사피엔스 (2020)
- 눈먼자들 (2016-2017)
- 인간단테, 구원의 기획자 (2015)
- 사랑을 찾아서 (2011-2012)